# Crime dans le Luberon
Série Crime à...
Crime dans les Alpilles
(2017) Crime dans l'Hérault
(2020)
Pour plus de détails, voir Fiche technique et Distribution.
Crime dans le Luberon est un téléfilm franco-belge  réalisé par Éric Duret et diffusé en 2018, sur France 3 et en Belgique sur La Une.
Le téléfilm est une coproduction de Paradis Films, de Be-Films et de la RTBF (télévision belge),.

## Synopsis
Dans le Luberon, lors d'une chasse, Pascal Achard, un chasseur de 40 ans, est assassiné. La procureure adjointe Elisabeth Richard enquête pour la première fois avec le capitaine de gendarmerie Charles Jouanic, accompagné de son adjointe l'adjudante-chef Caroline Martinez. Qui a tiré sur cet homme? Et pourquoi? En fouillant dans sa vie privée, les enquêteurs découvrent le profil sombre d'un séducteur et d'un manipulateur alors que leur enquête révèle de vieux secrets de famille.

## Fiche technique
- Titre original : Crime dans le Luberon
- Réalisation : Éric Duret
- Scénario : Jean Falculete , Frédéric Faurt
- Pays d'origine :  France,  Belgique
- Sociétés de production : Paradis Films, Be-Films, RTBF[1],[2]
- Langue : Français
- Durée : 90 minutes
- Genre : Policier
- Premières diffusion
  -  Belgique : 23 septembre 2018 sur La Une
  -  France : 6 octobre 2018 sur France 3

## Distribution
- Florence Pernel : Élisabeth Richard, procureure
- Guillaume Cramoisan : Capitaine Charles Jouanic
- Lola Dewaere : Caroline Martinez
- Franck Libert : Pascal Achard, la victime
- François Caron : Paul Issautier
- Alexis Moncorgé : Louis Issautier, le fils de Paul
- Carolina Jurczak : Elodie Pasquier, l'amie le Louis
- Bernard Verley : Lucien Issautier, le grand-père patriarche
- Sophie Duez : Françoise Issautier, la femme de Paul
- Léa Lopez : Faustine Issautier, la fille adolescente de Paul
- Nicky Marbot : Frédéric Agnel
- Damien Gouy : Daniel Achard, le neveu de Pascal
- Christian Prat : Ludovic Carbonnieux
- Christiane Conil : Marinette Jouanic
- Jean-François Palaccio : Chef des pompiers

## Tournage
Le téléfilm a été tourné dans le Massif du Luberon du 22 mars 2018 au 18 avril 2018 et plus pécisement dans les environs de Cadenet.

## Audience
Le téléfilm a été regardé en France par 4 400 000 téléspectateurs soit 22,4% de part d'audience